# Santa Monica Boulevard
Santa Monica Boulevard – ulica w hrabstwie Los Angeles biegnąca z zachodu na wschód. Biegnie od Ocean Avenue w Santa Monica do Sunset Boulevard. Przebiega przez Santa Monica, Beverly Hills i Hollywood. Część kalifornijskiej Drogi Stanowej nr 2 (California State Route 2). Jej długość wynosi ok. 23 km.